# 白云鹏
白云鹏（1874年5月3日—1952年4月6日），字翼青，男，汉族，河北安次人，中国京韵大鼓演员，白派京韵大鼓的创始人，曾任天津文联副主席，师承木板大鼓艺人史振林。

## 生平
1874年，出生在高圈村一贫苦家庭，父亲白凤林为农民，但十分喜爱二胡，因此自幼便学念剧本，学唱曲牌。八岁时，母亲患病逝世。为求生活，与父亲一起在永清、安次、霸县一带卖唱。14岁时，拜演唱西河大鼓，双目失明的史振林为师。1898年，结婚成家，次年生一女儿。1900年，为养活一家，只身到天津卖唱。三十年代，与刘宝全、张筱轩同称“鼓界三杰”。五四运动时期，编演《提倡国货》、《劝民曲》、《孙总理伦敦蒙难》等曲目。抗日战争时期，演唱的《哭祖庙》等曲目。在上海演出时，三北公司总经理虞洽卿亲送去一块“独树一帜”的金字牌匾。
1950年6月中旬，经过天津市文学艺术工作者第一次代表大会当选为天津文联副主席。1950年11月，出席全国戏曲工作会议，并受到党和国家领导人接见。1951年，退休，后被中国戏曲研究院聘为顾问。1952年4月6日，因食道癌逝世于北京，尊遗愿葬于其故乡高圈村的家族坟茔中。

## 弟子
学生有富少舫、方红宝、程树棠、阎秋霞等。